# Ctenosciara leucotricha
Ctenosciara leucotricha är en tvåvingeart som beskrevs av Lyudmila Komarova 1995. Ctenosciara leucotricha ingår i släktet Ctenosciara och familjen sorgmyggor. Inga underarter finns listade i Catalogue of Life.